# Сюльтинский сельсовет
Сюльтинский сельсовет  — муниципальное образование в Илишевском районе Башкортостана.

## История
Согласно «Закону о границах, статусе и административных центрах муниципальных образований в Республике Башкортостан» имеет статус сельского поселения.

## Население
| 2002 | 2009 | 2010 | 2012 | 2013 | 2014 | 2015 |
| ---- | ---- | ---- | ---- | ---- | ---- | ---- |
| 718  | ↘703 | ↘645 | ↘635 | ↘613 | ↘597 | ↘592 |
| 2016 | 2017 | 2018 |      |      |      |      |
| ↘578 | ↗593 | ↘549 |      |      |      |      |

## Состав сельского поселения
| № | Населённый пункт | Тип населённого пункта       | Население |
| - | ---------------- | ---------------------------- | --------- |
| 1 | Сюльтино         | село, административный центр | ↘339      |
| 2 | Янтуганово       | деревня                      | ↘202      |
| 3 | Новоаташево      | деревня                      | ↗79       |
| 4 | Лена             | деревня                      | ↘25       |